# Kwigillingok
Kwigillingok ist ein Ort und ein census-designated place (CDP) in der Bethel Census Area in Alaska. Das U.S. Census Bureau hatte bei der Volkszählung 2020 eine Einwohnerzahl von 380 ermittelt. Das Eskimo-Dorf liegt im Yupik-Sprachenraum.

## Geographie
Kwigillingok befindet sich an der Kuskokwim Bay westlich der Mündung des Kuskokwim River im Südwesten von Alaska, 127 km südwestlich vom Verwaltungszentrum Bethel. Der Ort befindet sich im Yukon-Kuskokwim-Delta innerhalb der Grenzen des Schutzgebietes Yukon Delta National Wildlife Refuge. Das kleine Flüsschen Kwigillingok River mündet bei Kwigillingok ins Meer. Kwigillingok verfügt über einen Flugplatz.

## Geschichte
Das Dorf tauchte erstmals 1927 auf einer Landkarte des Jahresberichts des Gouverneurs von Alaska unter dem Namen „Quillingok“ auf. Seit 1980 ist Kwigillingok ein census-designated place. Heute lebt die Gemeinde von Subsistenzwirtschaft.

## Demografie
Zum Zeitpunkt der Volkszählung im Jahre 2020 (U.S. Census 2020) hatte Kwigillingok 380 Einwohner auf einer Landfläche von 61,62 km². Von den Einwohnern waren 4 Weiße sowie 369 amerikanisch-indianischer Abstammung.
Beim Zensus im Jahr 2000 wurden 338 Einwohner gezählt, 2010 waren es 321.